# Tribal Hidage
De Tribal Hidage is een Angelsaksisch document, dat de grootte van de diverse stammen en koninkrijken in Engeland ten zuiden van de Humber aangeeft in hides, een maat voor de hoeveelheid landbouwgrond. De maat was waarschijnlijk afhankelijk van de landbouwkundige waarde, maar bedroeg naar schatting zo'n 6-12 hectare.
Het oudst bekende exemplaar is uit de 11e eeuw, maar het origineel komt vrijwel zeker uit eind 7e eeuw. Het is waarschijnlijk afkomstig uit Mercia, aangezien de Midlands veel nauwkeuriger zijn aangegeven dan de rest van het gebied, al worden ook Northumbria en Wessex wel als brongebied genoemd. Het meerdere keren voorkomen van dezelfde waarden (300, 600, 7000) doet vermoeden dat de waarden ook gedeeltelijk symbolisch zijn.
Hieronder staan de regio's met hun aantal hides; voor de belangrijkste gebieden staat het rijk of gebied aangegeven.
1. Myrcna landes ... þaer mon ærest Myrcna hæt (het oorspronkelijke Mercia, 30.000)
2. Wocen sætna (Wreocensaete, 7000)
3. Westerna (hetzij Magonsaete hetzij Cheshire, 7000)
4. Pecsætna (1200)
5. Elmed sætna (Elmet, 600)
6. Lindesfaorna mid Haeþfeldlande (Lindsey inclusief Hatfield Chase, 7000)
7. Suþ gyrwa (600)
8. Norþ gyrwa (600)
9. East wixna (300)
10. West wixna (600)
11. Spalda (600)
12. Wigesta (900)
13. Herefinna (1200)
14. Sweord ora (300)
15. Gifla (300)
16. Hicca (300)
17. Wiht gara (Wight, 600)
18. Noxgaga (5000)
19. Ohtgaga (2000)
20. Hwinca (Hwicce, 7000)
21. Ciltern sætna (4000)
22. Hendrica (3500)
23. Unecungaga (1200)
24. Arosætna (600)
25. Færpinga (300) (in de marge toegevoegd: is in Middelenglum Færpinga)
26. Bilmiga (600)
27. Widerigga (600)
28. Eastwilla (600)
29. Westwilla (600)
30. East engle (East Anglia, 30.000)
31. Eastsexne (Essex, 7000)
32. Cantwarena (Kent, 15.000)
33. Suþsexena (Sussex, 7000)
34. Westsexena (Wessex, 100.000)